# Курси (Йыгевамаа)
Ку́рси (эст. Kursi) — деревня в волости Пылтсамаа уезда Йыгевамаа, Эстония.
До реформы местных самоуправлений Эстонии 2017 года входила в состав волости Пуурмани (упразднена).

## География и описание
Расположена  в 22 км к юго-востоку от волостного центра — города Пылтсамаа, и в 15 км к югу от уездного центра — города Йыгева. Высота над уровнем моря — 50 метров.
Климат умеренный. Официальный язык — эстонский. Почтовый индекс — 49007.

## Население
По данным переписи населения 2021 года, в Курси насчитывалось 45 жителей, из них 44 (97,8 %) — эстонцы.
По данным переписи населения 2011 года, в деревне проживали 46 человек, из них 45 (97,8 %) — эстонцы.
Численность населения деревни Курси по данным переписей населения:
| Год  | 1959 | 1970 | 1979 | 1989 | 2000 | 2011 | 2021 |
| ---- | ---- | ---- | ---- | ---- | ---- | ---- | ---- |
| Чел. | 74   | ↗ 91 | ↘ 85 | ↘ 55 | ↘ 44 | ↗ 46 | ↘ 45 |

## История
Деревня возникла в 1920—1930-х годах в окрестностях церкви и получила своё название по названию церкви (эст. Kursi kirik) и прихода (эст. Kursi kihelkond). В приходском списке 1939 года деревня не значится, но, вероятно, её считали вместе с поселением Кирикувалла (эст. Kirikuvalla), поскольку о последнем имеется отметка, что в народе оно называется Курси.

## Памятники культуры
- Лютеранская церковь Марии-Елизаветы,  памятник архитектуры[11];
- памятник Освободительной войне,  исторический памятник[12];
- главное здание церковной мызы (пастората) Курси,  памятник архитектуры[13];
- в 1977 году на находящейся на деревенском кладбище братской могиле воинов Советской армии, павших во Второй мировой войне (исторический памятник с 1997 до 2023 года[14][15]), был установлен скульптурный монумент с надписью «1941—1945». Рабочая группа по советским памятникам при Госканцелярии Эстонии в своём протоколе от 30 ноября 2022 года признала его «нейтральным», т. е. не подлежащим демонтажу и замене[16]  (см. Список советских военных памятников Эстонии).

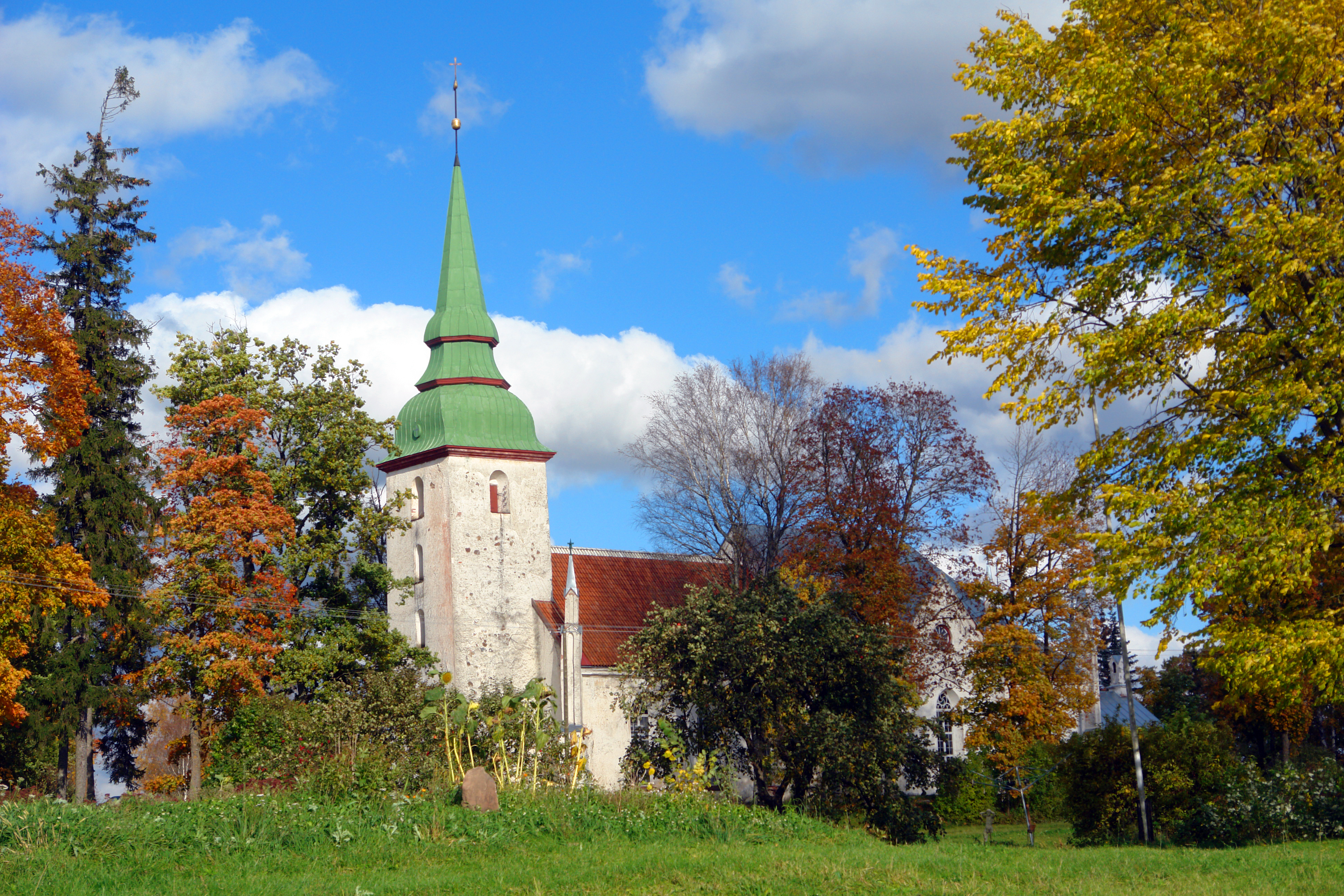
Церковь Курси
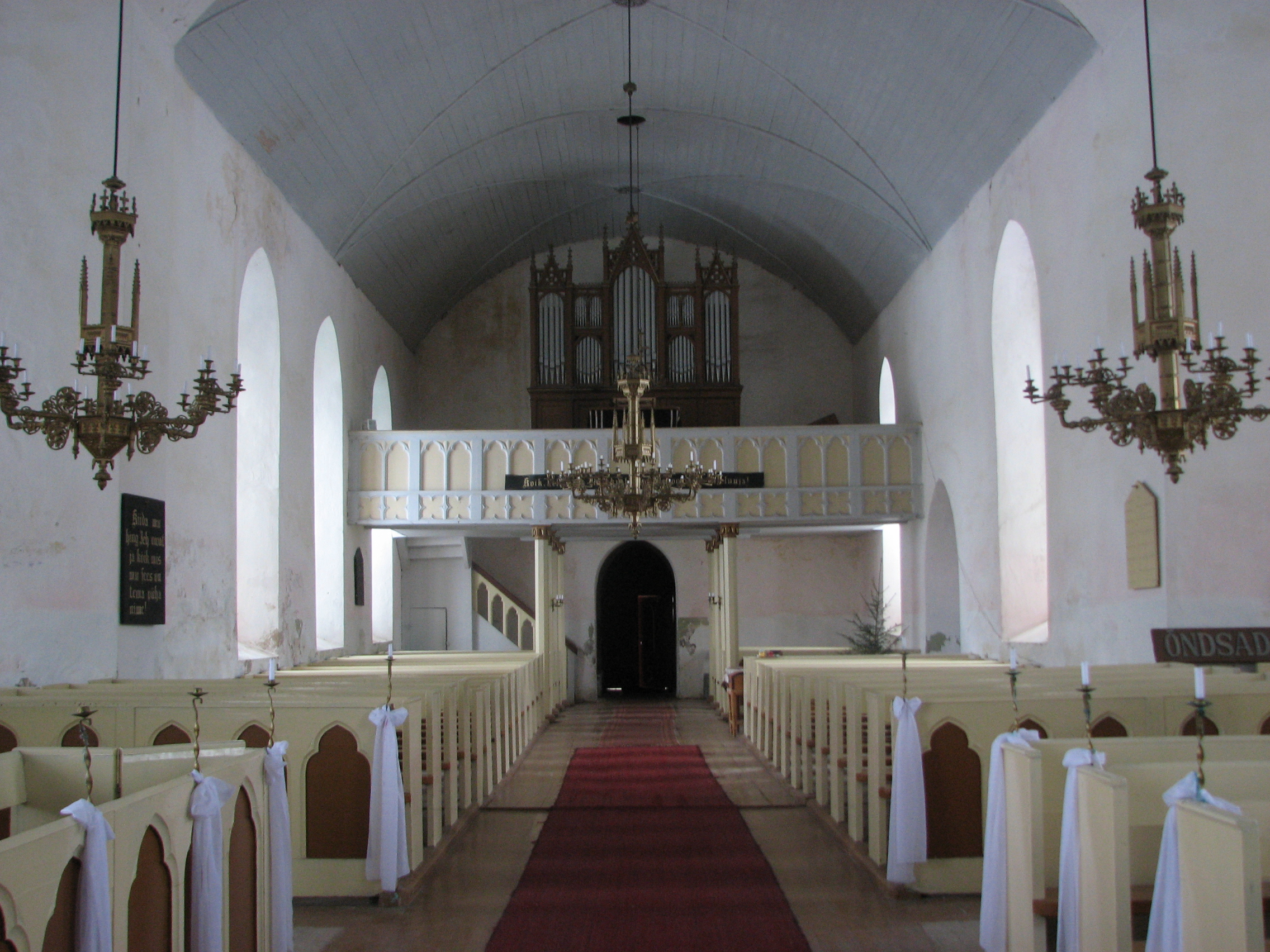
Интерьер церкви Курси
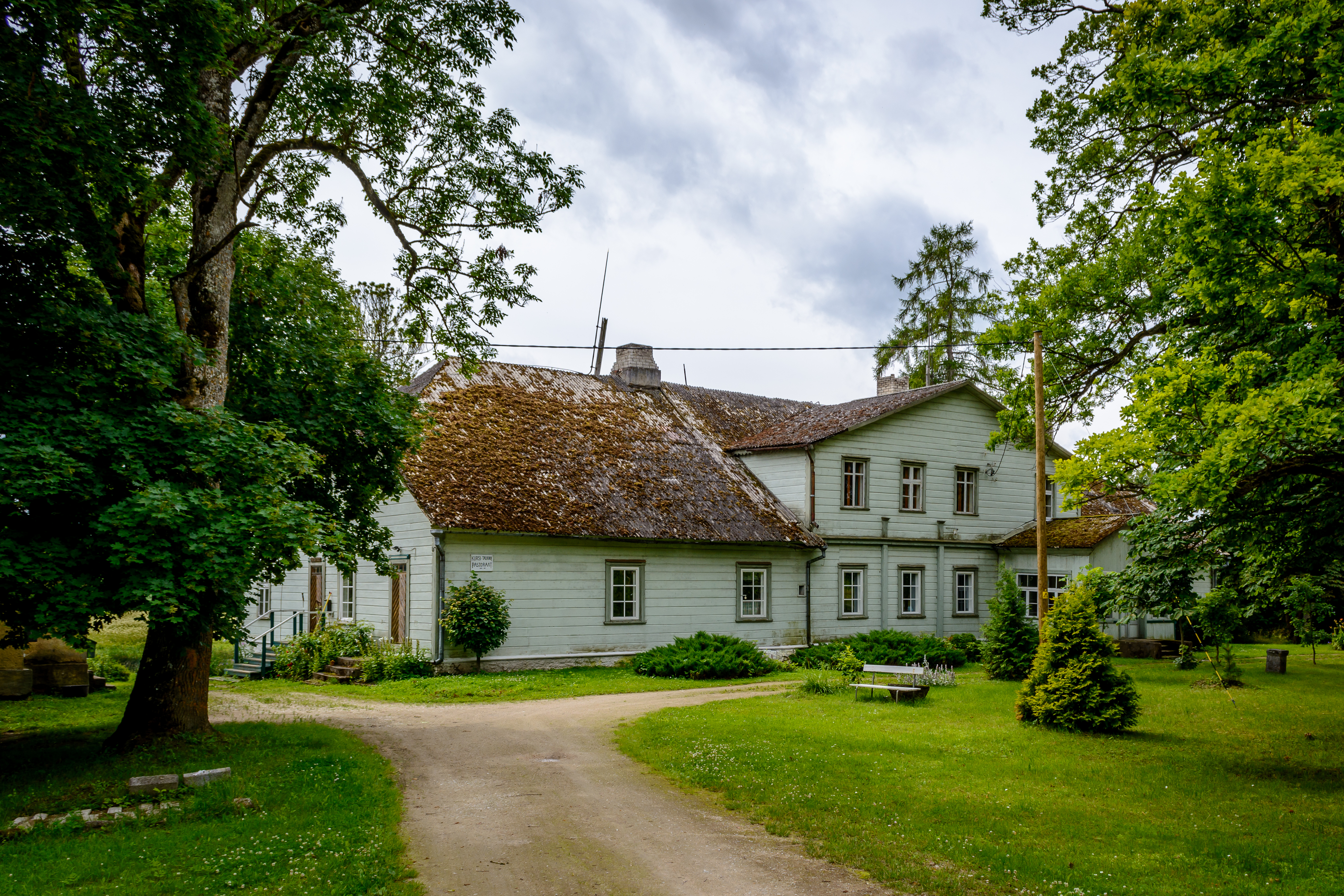
Пасторат Курси
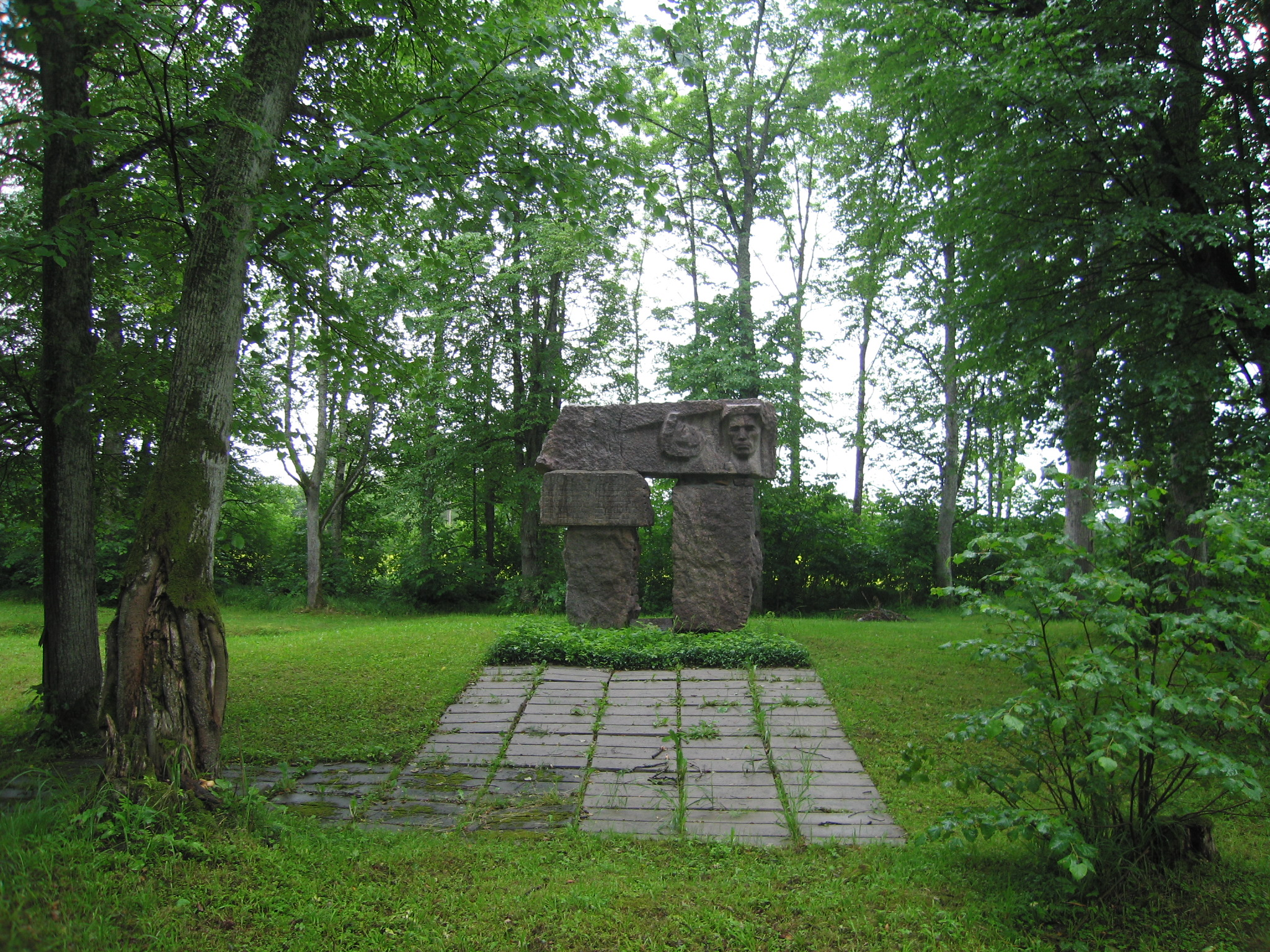
Братская могила павших во II мировой войне